# Dendrobium crassifolium
Dendrobium crassifolium är en orkidéart som beskrevs av Rudolf Schlechter. Dendrobium crassifolium ingår i släktet Dendrobium, och familjen orkidéer. Inga underarter finns listade i Catalogue of Life.